# Giovanni Battista Lanceni
Giovanni Battista Lanceni, indicato anche come Giovan Battista Lanzeni o Lanzani (Verona, 1659 – Verona, 11 settembre 1737), è stato un pittore e scrittore italiano, attivo principalmente in provincia di Verona.

## Biografia

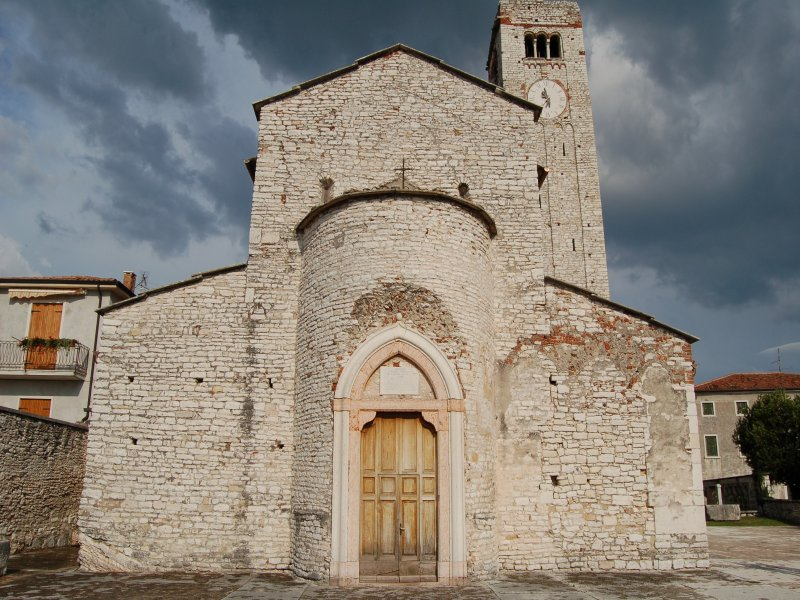
Pieve di san Giorgio di Valpolicella

Il giovane Lanceni fu iniziato all'arte pittorica da Andrea Valtolini e Francesco Barbieri detto lo Sfrisato. Pittore modesto seppure dotato di "sicuro mestiere" e d'ispirazione tardo barocca, dipinse molti soggetti di carattere religioso per le chiese del veronese. Ricordiamo l'affresco esterno della chiesa dell'Ara a San Pietro in Cariano e alcune tele, tra le poche che ci sono pervenute, presso la pieve di San Giorgio di Valpolicella (Eterno Padre e cherubini, Martirio di San Giorgio, Martirio di Sant'Eurosia).
Scrisse, inoltre, opere di critica artistica. La più importante, Ricreazione pittorica, in due volumi, stampata a Verona nel 1720, è un utile strumento per conoscere l'ambiente e le opere artistiche della città di quel tempo.
Anche una figlia di Lanceni, Michelangela, nata intorno al 1698, monaca in un monastero di Verona, fu pittrice.
Morì nella città natale a settantotto anni.

## Opere letterarie
- Ricreazione pittorica o sia Notizia universale delle pitture nelle chiese, e luoghi pubblici della città, e diocese di Verona. Opera esibita al genio de' dilettanti dall'Incognito Conoscitore, parte prima [-seconda] con gl'indici necessarj, 2 voll., in Verona, per Pierantonio Berno, libr. nella Via de' Leoni, 1720. Contiene:

1. Ricreazione pittorica o sia Notizia universale delle pitture nelle chiese, e luoghi pubblici di Verona. Opera presentata al pubblico in favore de' dilettanti ....
2. Divertimento pittorico esposto al dilettante passaggiere. Dall'Incognito Conoscitore, parte seconda che contiene le pitture delle chiese nella Diocese veronese.
- Continuazione e notizia delle pitture dall'anno 1719, fino all'anno 1733 di nuovo poste nelle Chiese di Verona, e sua Diocese, che li sono note, e palesi all'incognito conoscitore esibite al genio de' diletanti con gl'indici necessarj, in Verona, per Dionigi Ramanzini, 1733.